# Amun
Amun (auch Amon, Amoun, Ammon, Hammon oder seltener Imenand) ist der Wind- und Fruchtbarkeitsgott der altägyptischen Religion. Amun ist nicht zu verwechseln mit Ameni, einem Beinamen des Re.
Amun als anthropomorphe Gottheit ist äußerst facettenreich: „Der Verborgene“ galt auch als Schöpfergott, Sonnengott, Kriegsgott, König der Götter, Universeller Gott. Da die ägyptische Mythologie im Laufe der Jahrhunderte der altägyptischen Geschichte immer wieder Veränderungen oder Anpassungen unterworfen war, ist sie oftmals komplex und bisweilen etwas verworren. Die Tatsache, dass Amun oft als Amun-Re erscheint, deutet auf den solaren Aspekt dieser Gottheit, denn Re ist bei den alten Ägyptern der Sonnengott.

## Herkunft
Amun ist seit dem Alten Reich gemeinsam mit Amaunet belegt: „Amun und Amaunet schützen ihre Götter mit ihrem Schatten“. Er stieg in der 11. Dynastie zur Lokalgottheit Thebens auf. Nachdem die Familie der Hermonthen den Bürgerkrieg der Ersten Zwischenzeit für sich entschieden hatte, versuchte sie Theben eine hinreichende Legitimation zu verschaffen.
Zu Beginn der 12. Dynastie wurde die neue Hauptstadt Theben in den Norden verlegt. Sesostris I. erweiterte nach der Verlegung von Theben den dort errichteten Tempel des Amun.

## Darstellung
Amun wurde in der Vor-Amarna-Zeit als Mensch mit Krone und Stab dargestellt. In der Nach-Amarna-Zeit mit blauer Hautfarbe und mit doppelter Federkrone aus zwei aufrechtstehenden Pfauenfedern.
Die blaue Haut soll die Luft und die Schöpfung symbolisieren. Das Volk verehrte ihn eher in seiner Urversion als Widder, Gott der Herden und Weiden und deren Fruchtbarkeit.
Liegende Widdersphingen auf Podesten säumten zum Beispiel in Karnak die Wege zum Tempel. Manchmal wurde er auch in Menschengestalt mit Widderkopf dargestellt.

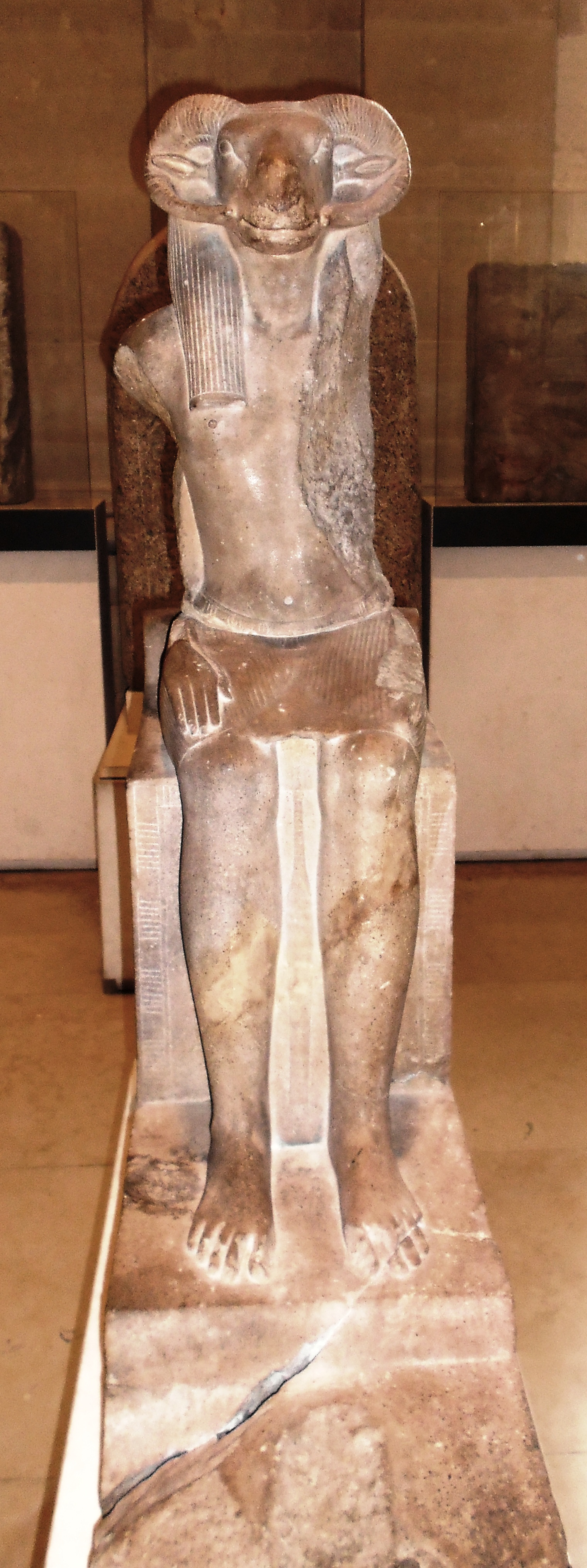
Gottheit mit Widderkopf, wahrscheinlich Amun, im Louvre
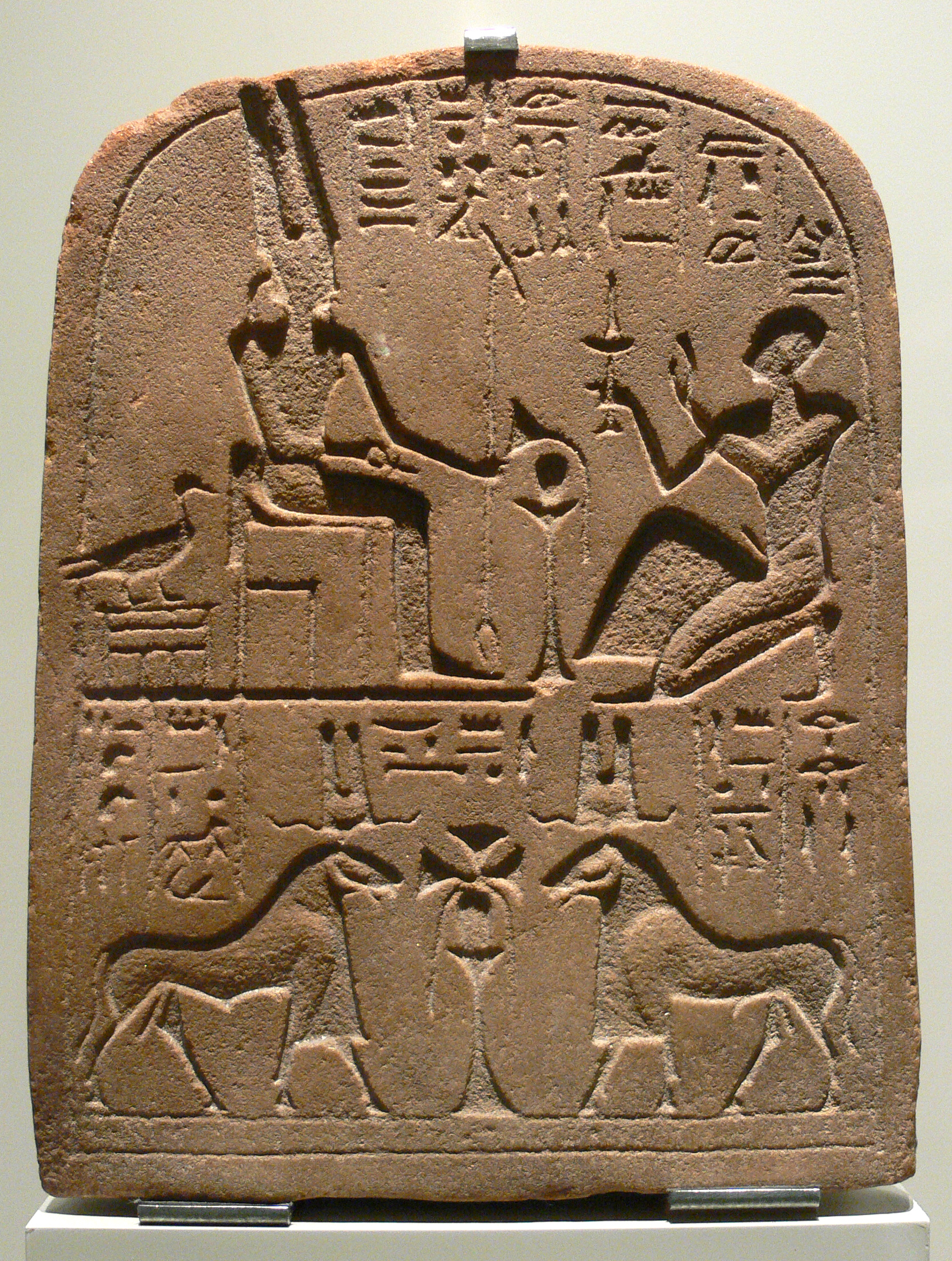
Stele des Amun in drei Erscheinungsformen (Mensch, Gans, Widder) (Spätzeit, 25. Dynastie, um 700 v. Chr.; Fundort: Abydos, heute Ägyptisches Museum Berlin)

## Tägliches Opferritual
In Karnak wurde für Amun während des Neuen Reiches das nachfolgende tägliche Opferritual vollzogen:
1. Verlassen des Sanktuars, danach Aufbrechen des Scheinsiegels und Zurückziehen des Türriegels, Öffnen der Scheintür
2. Aufstellen des Feuerbeckens, danach Verbrennen von Weihrauch und Fett
3. Herrichten des Grillfleisches und des Bratspießes
4. Anheizen der Glut mit einem Fächer, danach Ablöschen mit Bier
5. Darbringen von Weißbrot, Gebäck, Bier, Wein und Milch
6. Reinigung des Gottesopfers mit erstem Trankopfer und Räucherung
7. Zweites Trankopfer und Begrüßung mit dem Nemset-Krug
8. Räucherung mit Weihrauch und Myrrhe
9. Präsentation des täglichen Normalmenüs
10. Ausrufen des Opfers und Anrichten des Opfertisches und Trankopfer
11. Verbrennen der Myrrhe und Beschwörung des Gottes
12. Schließen der Scheintür
13. Beschwörung des Gottes und Ausrufen des Opfers, Besprengen der Wände mit Wasser
14. Anruf an die Götter, Verwischen der Fußspur und Verriegeln der Scheintür
15. Trankopfer und Räucherung für Re
16. Vorbereitung des Opferumlaufes: Herrichten des Altars der Könige
17. Rückkehr in das Sanktuar für den Opferumlauf
18. Trankopfer und Räucherung nach dem Umleiten der Gaben
19. Ausleuchten des Sanktuars mit einer Fackel, danach Auslöschen der Fackel
20. Beschwörung der Opfergaben und Abendgesang

## Bezüge
In Theben wurde auch als Gattin des Amun die Lokalgöttin Mut und der Sohn des Paares, der vogelköpfige Mondgott Chons, verehrt.

## Bedeutung bei anderen Völkern
Die Griechen identifizierten Amun mit Zeus, die Römer später mit Jupiter. So blieb der Amun-Kult auch nach dem Niedergang des ägyptischen Reichs noch einige Zeit erhalten. Alexander der Große wurde nach seiner Reise zum Amunorakel in der Oase Siwa teilweise mit Amun identifiziert und auch mit Widderhörnern dargestellt.

### In der griechischen Mythologie

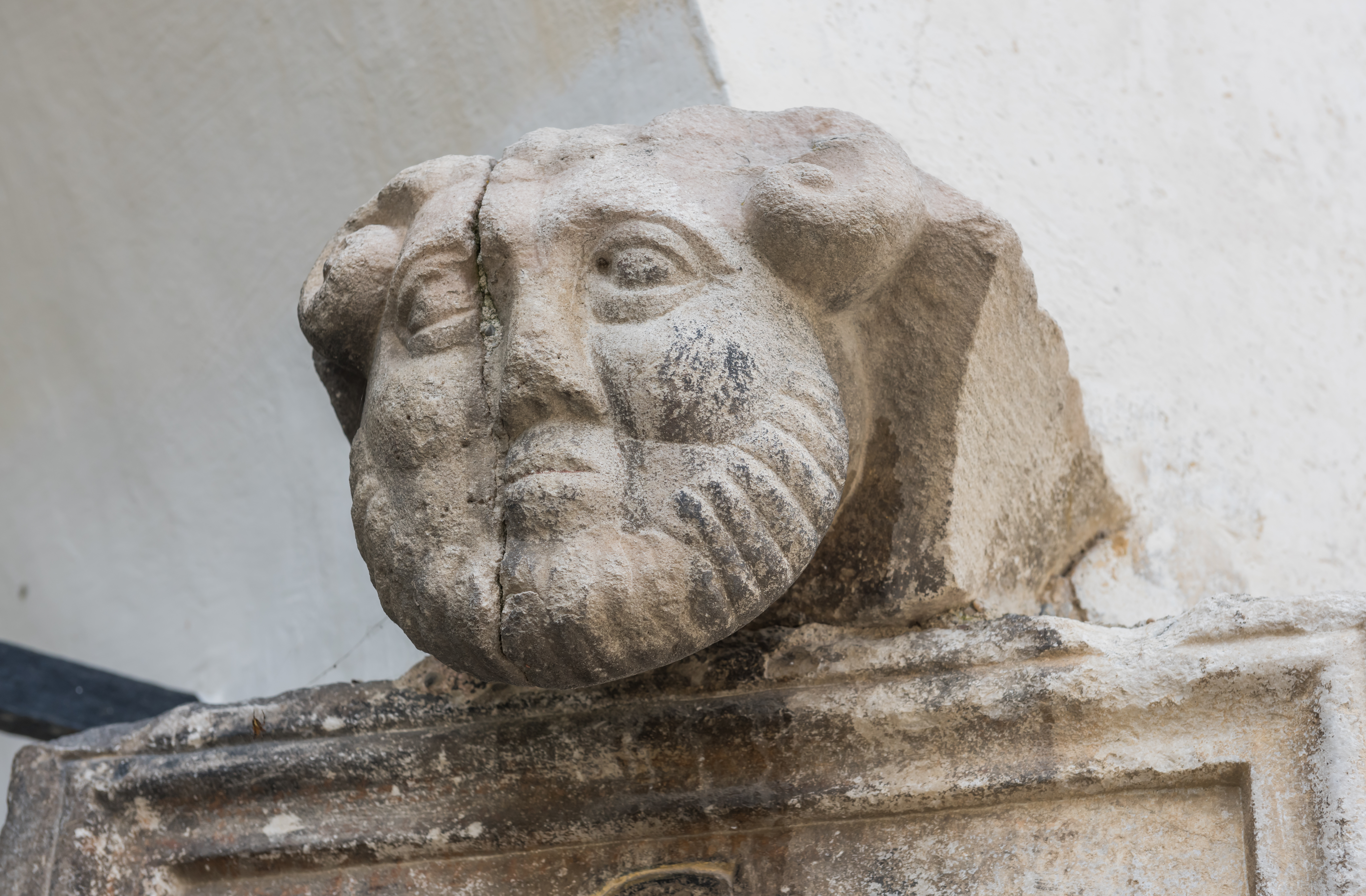
Amonskopf als Firstkappe eines Grabbaues (CSIR II/5, 605), Burghof der Hollenburg, Gemeinde Köttmannsdorf, Kärnten, Österreich. Erkennbar sind die „Ammonshörner“ rechts und links des Kopfes

Amun war ein sagenhafter König von Libyen. Er hatte Rhea, die Tochter des Uranus und Schwester des Kronos, zur Gattin.
Später wurde er seiner Frau mit Amaltheia untreu. Daraus entstand deren Sohn Bacchus, den sie der Eifersucht der Hera entziehen mussten und deshalb nach Nysa (ein mythischer Berg) brachten. Hier erhielt das Kind den Namen Dio-Nysus (Dionysos) und wurde von Nymphen aufgezogen. Nach seinem Tod wurde Amun dann unter die Götter aufgenommen.

### Amun in Nubien
Amun war einer der bedeutendsten Götter in Nubien. Seine ursprüngliche nubische Gestalt war die eines Widders. Eine widdergestaltige Sonnengottheit lässt sich schon für das Nubien der schriftlosen Kerma-Kultur nachweisen. Die Widdergestalt wurde von den Ägyptern dann nach der Eroberung Nubiens übernommen. In späterer Zeit hieß Amun in der meroitischen Sprache, der Sprache Nubiens, Amani. Der Name Amani fand sich auch in zahlreichen nubischen Personennamen wie Tanwetamani, Senkamanisken Anlamani, Arkamani, Amanitore, Amanishakheto oder Natakamani wieder. Der nubische Amun besaß viele verschiedene Erscheinungsformen, die durch bestimmte identitätsstiftende Kronen identifiziert werden können. Bekannte Formen sind:
- der Amun von Napata, auch als Armun des Gebel Barkal bekannt und Hauptgott der napatanischen Dynastie,

- der Amun von Naga, der in meroitischer Zeit ebenfalls die Krone des Amun von Napata trug,

- der Amun von Kawa, dessen Beiname „Löwe über dem Süden“ lautete, der ein alter Löwengott war und der in meroitischer Zeit sowohl als Widder als auch als Löwe auftreten konnte,

- der nur in meroitischer Zeit spärlich erwähnte Amun von Meroë, der ein alter Mondgott sein könnte,

- und der ebenfalls in Nubien verehrte Amun von Theben, der gemeinsam mit seiner Gefährtin Mut und seinem Sohn Chons in Napata verehrt wurde.